# Penny Riffkin
Penny Riffkin (1966) és una científica agrícola australiana. És investigadora científica màster en agronomia de cereals al Departament de Medi Ambient i Indústries Primàries de Victoria (DEPI) (Austràlia).

## Primers anys i educació
Riffkin va néixer a Whangarei, Nova Zelanda i va assistir a escoles en Hamilton Nova Zelanda, Brisbane i Hamilton a Austràlia. Va rebre el seu B Agr Sci de la Universitat La Trobe el 1989. Després va rebre un mestratge pel seu treball en Nitrogen Fixation in white clover dairy pastures de la Universitat de Western Sydney el 1999.

## Recerca agrícola
L'any 1989, Penny es va unir al Departament Victorià de Medi Ambient i Indústries Primàries (DEPI) com a microbiòloga de diagnosi. La seva recerca inicial va incloure l'aïllament de patògens responsables de la malaltia en animals agrícoles abans de passar a la investigació que identifica els factors que afecten la relació simbiòtica entre el rizobi i les lleguminoses de pastura.
La recerca de Riffkin sobre la integració de les lleguminoses de les pastures en els sistemes de conreu va facilitar un moviment per millorar els rendiments de cereals i canola a la zona d'alta precipitació (HRZ) del sud d'Austràlia. Els seus vincles amb agències nacionals i internacionals han portat al desenvolupament d'un programa nacional per millorar els rendiments dels conreus i els agricultors.

## Treball actual
Riffkin, del Departament de Medi Ambient i Indústries Primàries, administra el programa Nacional de Conreu d'Alta Precipitació en blat i canola, que identifica trets de conreu superiors dirigits a entorns d'alta precipitació, la incorporació de trets a noves varietats i el desenvolupament de pràctiques de manejament per explotar el potencial de rendiment del germoplasma millorat. La seva experiència científica ha portat els objectius de rendiment per a la indústria, el disseny de nous tipus de blat i canola i la incorporació de nous tipus de conreus en els sistemes agrícoles a l'HRZ i les eines de gestió perquè els agricultors gestionin millor els conreus amb potencial d'alt rendiment.

## Articles seleccionats
- Penny Riffkin, Trent Potter and Gavin Kearney (2012). Yield performance of late-maturing winter canola (Brassica napus L.) types in the High Rainfall Zone of southern Australia. Crop and Pasture Science, 63, pp.17–32.
- P.A. Riffkin, P.M. Evans, J.F. Chin, and G.A. Kearney (2003). Early-maturing spring wheat outperforms late-maturing winter-wheat in the high rainfall environment of south-western Victoria. Australian Journal of Agricultural Research 54, pp.193–202.
- Riffkin, P. A., Quigley, P. E., Kearney, G. A., Cameron, F. J., Gault, R. R., Peoples, M. B., and Thies, J. E. (1999a). Factors associated with biological nitrogen fixation in dairy pastures in south-western Victoria. Australian Journal of Agricultural Research 50, pp.261–272.
- Riffkin, P. A., Quigley, P. E., Cameron, F. J., Peoples, M. B., and Thies, J. E. (1999b). Annual nitrogen fixation in grazed dairy pastures in south-western Victoria. Australian Journal of Agricultural Research 50, pp.273–281.
- Riffkin, P. A. (1999). An assessment of white clover nitrogen fixation in grazed dairy pastures of south-western Victoria. Master of Science Thesis. University of Western Sydney.